# کاله لانت
کاله لانت (استونیایی: Kalle Laanet؛ زادهٔ ۲۵ سپتامبر ۱۹۶۵) سیاست‌مدار اهل استونی است.
وی از سال ۲۰۰۵ تا ۲۰۰۷ وزیر کشور استونی بوده‌است، لانت همچنین از ژانویه ۲۰۲۱ تا ژوئیه ۲۰۲۲ وزیر دفاع استونی بوده‌است. لانت در آوریل ۲۰۲۳ به‌عنوان وزیر دادگستری استونی انتخاب شده‌است.